# Saïd Taghmaoui
Saïd Taghmaoui (19 de julho de 1973) é um ator e roteirista francês-americano. Um de seus principais papéis foi o de Saïd no filme francês O Ódio, de 1995, dirigido por Mathieu Kassovitz. Taghmaoui também apareceu em vários filmes de língua inglesa.

## Filmografia
| Ano  | Título                                        | Personagem            | Notas                             |
| ---- | --------------------------------------------- | --------------------- | --------------------------------- |
| 1994 | Putain de porte                               |                       | Curta                             |
| 1994 | Tous les garçons et les filles de leur âge... | Paul                  | Série de TV (1 episódio)          |
| 1995 | La Haine                                      | Saïd                  |                                   |
| 1995 | J'aime beaucoup ce que vous faites            |                       | Curta                             |
| 1995 | C'est mon histoire                            |                       | Série de TV (1 episódio)          |
| 1995 | L'éducateur                                   | Momo                  | Série de TV (1 episódio)          |
| 1996 | La bougeotte                                  |                       | Filme de TV                       |
| 1996 | Elvis Aziz                                    | Elvis Aziz            | Filme de TV                       |
| 1997 | Go for Gold !                                 | Moussa                |                                   |
| 1997 | Héroïnes                                      | JP                    |                                   |
| 1997 | Les fantômes du samedi soir                   |                       | Curta                             |
| 1997 | L'albero dei destini sospesi                  | Samir                 | Filme de TV                       |
| 1998 | Onorevoli detenuti                            | Omar                  |                                   |
| 1998 | The Garden of Eden                            | Aziz                  |                                   |
| 1998 | Hideous Kinky                                 | Bilal                 |                                   |
| 1998 | Lascars                                       | Vóz                   | Série de TV (1 episódio)          |
| 1999 | Prima del tramonto                            | Alì Ben Sellam        |                                   |
| 1999 | Three Kings                                   | Captain Said          |                                   |
| 1999 | Urlaub im Orient                              | Raschid               | Filme de TV                       |
| 2000 | La taule                                      | The Innocent          |                                   |
| 2000 | Nationale 7                                   | Rabah                 |                                   |
| 2000 | Ali Zaoua                                     | Dib                   |                                   |
| 2000 | Room to Rent                                  | Ali                   |                                   |
| 2001 | Gamer                                         | Tony                  |                                   |
| 2001 | Confession d'un dragueur                      | Fabio                 |                                   |
| 2001 | Absolument fabuleux                           | Manu                  |                                   |
| 2001 | Le petit poucet                               | The Chief             |                                   |
| 2002 | Vivante                                       | DJ                    |                                   |
| 2002 | The Good Thief                                | Paulo                 |                                   |
| 2002 | Entre chiens et loups                         | Werner                |                                   |
| 2003 | Crime Spree                                   | Sami                  |                                   |
| 2003 | The West Wing                                 | Ambassador Umar Usef  | Série de TV (1 episódio)          |
| 2004 | Spartan                                       | Tariq Asani           |                                   |
| 2004 | Hidalgo                                       | Prince Bin Al Reeh    |                                   |
| 2004 | I Heart Huckabees                             | The Translator        |                                   |
| 2005 | El khoubz el hafi                             |                       |                                   |
| 2006 | Five Fingers                                  | Dark Eyes             |                                   |
| 2006 | O Jerusalem                                   | Saïd Chahine          |                                   |
| 2006 | Djihad !                                      | Youssef               | Filme de TV                       |
| 2006 | Sleeper Cell                                  | Hamid                 | Série de TV (3 episódios)         |
| 2007 | The Kite Runner                               | Farid                 |                                   |
| 2007 | Suspectes                                     | Stanislas Lamérat     | Minissérie de TV                  |
| 2008 | Vantage Point                                 | Suarez                |                                   |
| 2008 | Traitor                                       | Omar                  |                                   |
| 2008 | Kandisha                                      | Dakir Nesri           |                                   |
| 2008 | Mogadischu                                    | Kapitän Mahmud        | Filme de TV                       |
| 2008 | House of Saddam                               | Barzan Ibrahim        | Minissérie de TV                  |
| 2008 | Duval et Moretti                              | Tarek                 | Série de TV (1 episódio)          |
| 2009 | G.I. Joe: The Rise of Cobra                   | Breaker               |                                   |
| 2009 | Linear                                        | Biker                 |                                   |
| 2009 | Lost                                          | Caesar                | Série de TV (4 episódios)         |
| 2010 | Djinns                                        | Aroui                 |                                   |
| 2010 | The Killers                                   |                       | Curta                             |
| 2011 | Conan, o Bárbaro                              | Ela-Shan              |                                   |
| 2012 | My Brother the Devil                          | Sayyid                |                                   |
| 2012 | Strike Back                                   | Othmani               | Série de TV (2 episódios)         |
| 2013 | American Hustle                               | Irv's Sheik Plant     |                                   |
| 2013 | Touch                                         | Guillermo Ortiz       | Série de TV (10 episódios)        |
| 2014 | The Missing                                   | Khalid Ziane          | Série de TV (8 episódios)         |
| 2015 | For All Eyes Always                           | Iskandar Yasin        |                                   |
| 2015 | La nuit est faite pour dormir                 | Hassan                | Curta                             |
| 2016 | The Infiltrator                               | Amjad Awan            |                                   |
| 2016 | Batman v Superman: Dawn of Justice            | Sameer / Falcão Negro | Cameo em uma foto preto e branco. |
| 2017 | Mulher Maravilha                              | Sameer / Falcão Negro | Coadjuvante                       |
| 2019 | John Wick: Chapter 3 – Parabellum             | O Ancião              |                                   |